# Le Cendre
Le Cendre is een gemeente in het Franse departement Puy-de-Dôme (regio Auvergne-Rhône-Alpes). De plaats maakt deel uit van het arrondissement Clermont-Ferrand en van het gemeentelijk samenwerkingsverband Clermont Auvergne Métropole. Le Cendre telde op 1 januari 2022 5.455 inwoners.

## Geografie
De oppervlakte van Le Cendre bedroeg op 1 januari 2022 4,23 vierkante kilometer; de bevolkingsdichtheid was toen 1.289,6 inwoners per km².

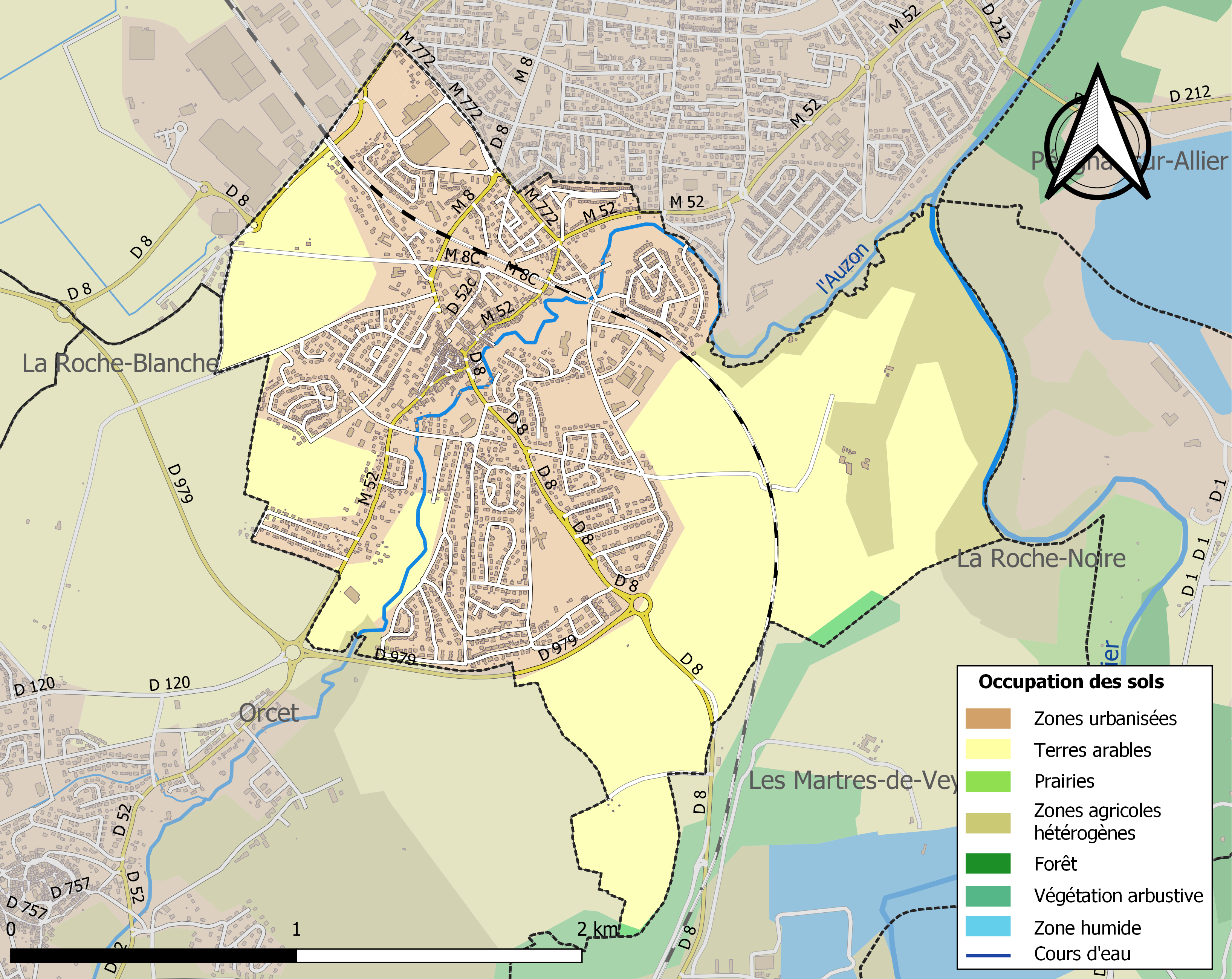
Kaart van de gemeente met belangrijkste infrastructuur, bodemgebruik en omliggende gemeenten

## Demografie
Onderstaande figuur toont het verloop van het inwonertal (bron: INSEE-tellingen).